# Aktionsgruppen mot svensk atombomb

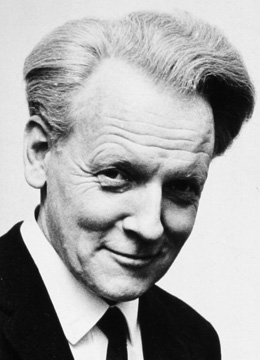
Per Anders Fogelström, AMSA:s ordförande.

Aktionsgruppen mot svensk atombomb, AMSA, var en svensk organisation som bildades i juni 1958, till följd av den under 1957 uppblossade debatten kring svensk kärnvapenanskaffning. Flera partier ansåg då att Sverige skulle skaffa kärnvapen, och socialdemokraterna var splittrade i frågan, samtidigt som socialdemokraternas kvinnoförbund 1956 hade tagit ställning mot svenska kärnvapen. Många av de aktiva i AMSA stod socialdemokraterna nära.
Drivande för bildandet av aktionsgruppen var författaren Karl Otto Zamore. Dess ordförande var författaren Per Anders Fogelström. Andra i gruppen var journalisterna Bertil Svahnström och Barbro Alving och författaren Sara Lidman.
Sedan socialdemokraternas partistyrelse i december 1959 hade antagit en kompromisslinje i kärnvapenfrågan, som 1960 års partikongress antog, kom verksamheten i AMSA att mer eller mindre avstanna. Den fortsatta fredsaktivismen kring kärnvapen kom att ske i andra organisationer och mer inrikta sig på det internationella kärnvapeninnehavet.

## Program
Man hade två huvudpunkter på sitt program:
- Att kärnvapen under inga omständigheter skulle införlivas med den svenska krigsmaktens arsenal.
- Att debattera möjligheterna att använda de resurser som gick till militära ändamål för uppbyggande syften.